# Tenuiphantes canariensis
Tenuiphantes canariensis là một loài nhện trong họ Linyphiidae.
Loài này thuộc chi Tenuiphantes. Tenuiphantes canariensis được Jörg Wunderlich miêu tả năm 1987.